# Observatório de Aves no Sapal de Corroios
O Observatório de Aves no Sapal de Corroios localiza-se na Ponta dos Corvos, Península do Alfeite (Corroios, Seixal). Construída em plástico reciclado, trata-se da primeira infraestrutura deste género no distrito de Setúbal.
O projecto arquitectónico inovador é da autoria do arquitecto David Seabra, do Gabinete DASS, tendo sido utilizados como matéria-prima plásticos reciclados pela Extruplás. Foi erguida em Julho de 2014, com a contribuição financeira de um mecenas, Grupo SIL, e do investimento financeiro do Grupo Flamingo, assim como com a concertação de várias entidades públicas, como a Câmara Municipal do Seixal, Junta de Freguesia de Corroios, Porto de Lisboa, Marinha Portuguesa, Comissão de Coordenação e Desenvolvimento Regional de Lisboa e Vale do Tejo e a Agência Portuguesa do Ambiente.
A estrutura foi inaugurada em 27 de Setembro de 2014, ficando disponível para utilização pública.